# خواکین کورتس
خواکین کورتس (انگلیسی: Joaquín Cortés؛ زادهٔ ۲۲ فوریهٔ ۱۹۶۹) طراح رقص، بالرین و بازیگر اهل اسپانیا است. وی گروه باله خود را در سال ۱۹۹۲ بنیان نهاد.
از فیلم‌ها یا برنامه‌های تلویزیونی که وی در آن نقش داشته‌است می‌توان به گل اسرار من و فلامنکو اشاره کرد.